# Jazz spagnolo
Il jazz spagnolo iniziò con un interesse per il jazz Dixieland o di New Orleans. In quel periodo si evolse in altri stili, spesso influenzati dalle visite degli americani. Nel 1947 Don Byas introdusse Tete Montoliu al bebop e si verificarono altri tentativi di combinare il jazz con il flamenco. La musica catalana e galiziana ha influenzato alcune regioni.

## Storia
Il jazz in Spagna soffrì di molte difficoltà. Queste includevano sistemi culturali, politici ed economici inadatti alla creatività. Il regime di Francisco Franco pose dei limiti al jazz. Il ritorno alla democrazia e lo sviluppo dell'economia permise al jazz di espandersi.
La Spagna ha molti festival jazz all'aperto. Il Donostia-San Sebastian Jazz Festival è iniziato nel 1966. A metà degli anni '70, il festival attrasse Charles Mingus, Tete Montoliu, Ella Fitzgerald, Oscar Peterson, Dizzy Gillespie, Herbie Hancock, Lionel Hampton, John Lee Hooker, Sonny Rollins, B.B. King, Woody Herman, Freddie Hubbard, Weather Report, Gato Barbieri, Art Blakey, Mercer Ellington, McCoy Tyner, Chick Corea, Clark Terry e Miles Davis. Anche il festival di Vitoria-Gasteiz, istituito nel 1977, attira i musicisti.

## Festival jazz
- Festival Jazz di Barcellona (Barcelona)[2]
- Festival jazz di Vitoria-Gasteiz (Vitoria-Gasteiz)[3]
- Festival Jazz di San Sebastian (Donostia-San Sebastian)[4]
- Festival Jazz di Terrassa (Terrassa)[5]
- Festival Jazz di Valencia (Mar-i-jazz)[6]

## Musicisti jazz in Spagna
- Ester Andujar - cantante[7]
- Juan d'Anyelica - chitarrista di flamenco e jazz.
- Paloma Berganza - cantante[8]
- Alberto Conde - pianista[9][10]
- Chano Domínguez - pianista[11]
- Ramón Evaristo - bandleader, violinista
- Pedro Iturralde - sassofonista di jazz e classica
- Tete Montoliu - pianista
- Jorge Pardo - sassofonista e flautista che ha lavorato con Chick Corea[12]
- Oscar Peñas - chitarrista e compositore[13]
- Alberto Porro Carmona - direttore d'orchestra jazz, musicologo, compositore e sassofonista
- Mario Rossi- samba e jazz[14]
- Jorge Rossy - batterista che ha lavorato 10 anni con il primo trio di Brad Mehldau[15]
- Perico Sambeat - sassofonista, nomination al flamenco Latin Grammy Awards of 2005[16][17]
- Ximo Tebar - chitarrista[18]
- Ignasi Terraza - pianista[19]